# Mulazzano (Lesignano de' Bagni)
Mulazzano è una frazione del comune di Lesignano de' Bagni, in provincia di Parma.
La località dista 4,05 km dal capoluogo.

## Geografia fisica
La frazione è costituita da due principali località distinte, collegate tra loro dalla strada provinciale di Mulazzano:
- la più grande e recente, Mulazzano Ponte, sorge a fondovalle sulla riva destra del torrente Parma, in corrispondenza della sponda orientale del ponte di collegamento con l'abitato di Langhirano;[5] situata alla quota di 264 m s.l.m., dista 5,11 km dal capoluogo;[2]
- la più piccola e antica, Mulazzano Monte, sorge sul panoramico crinale di un rilievo,[6] al confine tra la val Parma e la val Termina;[7] situata alla quota di 440 m s.l.m., dista 3,92 km dal capoluogo.[1]

## Storia
Risalgono all'età del bronzo le più antiche tracce di un insediamento umano nella zona, rinvenute nella località di Montestone di Mulazzano.
Dell'epoca romana sopravvivono i resti di alcune strutture scoperte nei pressi della località di Fienile di Mulazzano.
Il piccolo borgo di Mulazzano, corrispondente all'odierna Mulazzano Monte, sorse in età medievale; la più antica testimonianza della sua esistenza risale al 2 gennaio 1174, quando il centro abitato con la sua cappella fu citato in un atto di donazione di alcuni terreni.
Il castello difensivo, appartenente ai della Palude, fu nominato soltanto a partire dal 1284, quando fu distrutto per volere del podestà di Parma per vendetta.
Nel 1329 i Rossi espugnarono la ricostruita fortificazione di Bertolino della Palude, che contrattaccò devastando l'adiacente villaggio e cacciando il presidio di Andreasio de' Rossi.
Nel 1403 i fratelli Giacomo e Pietro de' Rossi fecero ricostruire il maniero, ma, non appena ne venne a conoscenza, Ugolino del Prete, vicario ducale per conto di Giovanni Maria Visconti, costrinse gli alleati della casata a demolirlo.
Nel 1649 il duca di Parma Ranuccio II Farnese investì del feudo di Mulazzano i fratelli Ercole e Bernardo Cavalca. Nel 1738 la Camera Ducale ne rientrò in possesso e lo riassegnò, insieme alla vicina località di Faviano, ai conti Gigli Cervi, che ne mantennero i diritti fino alla loro abolizione sancita da Napoleone per l'ex ducato di Parma e Piacenza nel 1805. Mulazzano divenne inizialmente frazione del comune di Parma, ma l'anno successivo fu aggregata al costituendo comune di Lesignano, rinominato nel 1837 Lesignano de' Bagni.

## Monumenti e luoghi d'interesse

### Chiesa della Trasfigurazione di Nostro Signore Gesù Cristo

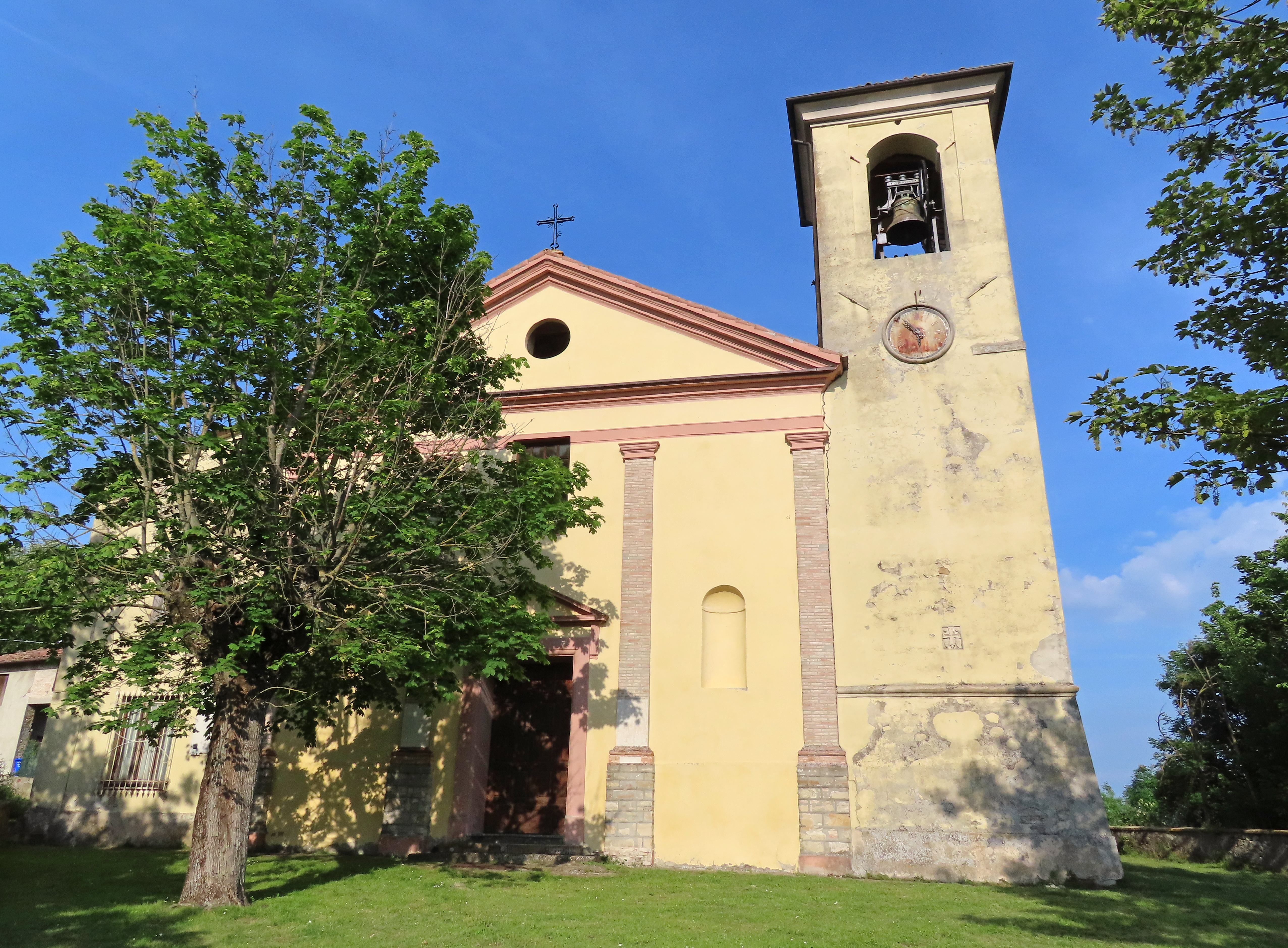
Chiesa della Trasfigurazione di Nostro Signore Gesù Cristo

Menzionata per la prima volta nel 1174, la chiesa romanica di Mulazzano Monte fu completamente ricostruita in stile barocco tra il 1630 e il 1639 e ristrutturata tra il 1780 e il 1790 con l'aggiunta della facciata neoclassica; restaurata tra il 1932 e il 1936, fu nuovamente risistemata in seguito al sisma del 1971 e tra il 2000 e il 2003; il luogo di culto conserva dell'edificio originario alcuni elementi, tra cui una pregevole formella romanica decorata con un bassorilievo raffigurante una croce astile; all'interno del tempio sono inoltre presenti varie opere d'arte e un organo risalente al XVII o XVIII secolo.

### Castello
Menzionato per la prima volta nel 1284, il castello difensivo appartenente ai della Palude fu distrutto per volere del podestà di Parma; ricostruito in seguito, fu espugnato nel 1329 dai Rossi e riconquistato da Bertolino della Palude; riedificato nel 1403 da Giacomo e Pietro de' Rossi, fu definitivamente demolito per ordine ducale e successivamente se ne perse ogni traccia.

## Economia
Nella località di Mulazzano Ponte, in adiacenza al torrente lungo la strada che conduce a San Michele Cavana, hanno sede numerosi salumifici destinati alla produzione del Prosciutto di Parma.